# أليسيا بورينسكي
أليسيا بورينسكي (بالإسبانية: Alicia Borinsky) (من مواليد 23 تشرين الأول/أكتوبر 1946 في مدينة بوينس آيرس) هي روائية وشاعرة وناقدة أدبية أرجنتينيّة تقطنُ في الولايات المتحدة؛ حيثُ تعمل هناك في منصبِ أستاذة الأدب المقارن فضلًا عن كونها مديرة برنامج «الكتابة عنِ الأمريكتين» بجامعة بوسطن. تُركّز أليسيا في عملها على تأطيرِ النقاش حول حركة البوم الأمريكي اللاتيني وهي حركة مُهمَّةٌ في أدب أمريكا اللاتينية. نجحت أليسيا بورينسكي في استكشافِ التقاطعِ بين النظريّة الأدبية والدراسات الثقافية والجنسانية في العديد من الأعمال حول الشعر والكتب اللاتينية وفي والأدب العالمي أيضًا.

## الاستقبال النقدي
فازت أليسيا بورينسكي بالعديدِ من الجوائز عن عملها؛ بما في ذلك جائزة الأدب اللاتيني في عام 1996 ومنحة غوغنهايم في عام 2001. قالَ الناقدُ الأدبي وأستاذ اللغة الإنجليزية بجامعة برينستون مايكل وود عن كتابها Low Blows «إنَّهُ كتابُ مفاجآتٍ؛ مليءٌ بمقلبات اللغة والخيال الذي يُحفّزنا باستمرار. هذا هو السبب في أنه من الغريب أن نعلم أخيرًا ما نحن فيه؛ ولماذا نحن محظوظون لإعادته إلى العالم الذي كان مألوفًا من قبل. لقد اعتدنا على تهدئة حالات الفشل لدرجةِ أننا بالكاد نعرفُ ما يجب فعله بخفة النظر ورؤية الزاوية البعيدة»، أمَّا بيتر بوش مدير مركز الترجمة الأدبية فقد قال: «لا يُمكن لأي شخص آخر يكتب اليوم أن يحاكي نثرَ بورينسكي في «الرسوم الكاريكاتورية».» قيَّم الكاتب توماس إلوي مارتينيز زميلتهُ أليسيا بورينسكي قائلًا «إنها فريدةٌ من نوعها؛ بل تُركّز في كتاباتها على الروايات النابضة بالحيوية» ويُضيف: «بورينسكي جمعت بين كلٍ من ماكدونيو فرنانديز وجوليو كورتازار باعتبارهِ راوي قصص جريء ومُغامر.» تقولُ مارجريت فيتلوفيتز أستاذة الأدب في كلية بنينجتون ومؤلفة كتاب «معجم الإرهاب: الأرجنتين وموروثات التعذيب» «إنَّ لا أحد يكتبُ اليوم مثلما تفعلُ أليسيا بورينسكي التي تنفجرُ كلماتها في الصفحة ... تنشأُ الأصوات في عملها تنشأ بشكلٍ تلقائيّ ونفس الأمر بالنسبة للهجاتها وتعابيرها أما مراوغاتها فهي جزءٌ لا يتجزَّأ ... كلٌ من هذه الأصوات (وهناك علامات) لها تاريخها الملموس: نشعرُ بها حتى عندما يتمُّ حجب تفاصيلها التفصيلية!»

## قائمة أعمالها
| سنة الإصدار | العنوان                                                  | العنوان الأصلي                                                      | دور النشر                             |
| ----------- | -------------------------------------------------------- | ------------------------------------------------------------------- | ------------------------------------- |
| 1975        | لا فانتريلوكا وغيرها من الأغاني                          | La ventrílocua y otras canciones'                                   | دار كوارتو بُودر؛ بوينس آيرس           |
| 1976        | قصّة ماسيدونيو فرنانديز                                   | Epistolario de Macedonio Fernández                                  | دار العُمدة للنشر والتوزيع؛ بوينس آيرس |
| 1978        | ملاحظات للتحليل الشعري                                   | Ver/Ser Visto: Notas para una analítica poética                     | دار بوش للنشر والتوزيع؛ برشلونة       |
| 1986        | دراسات نقدية للأدب الإسباني                              | estudios críticos de literatura hispana                             | جامعة فيراكروزانا                     |
| 1978        | المرأة الخجولة وفينوس الصين                              | Mujeres tímidas y la Venus de China                                 | دار العمدة للنشر والتوزيع؛ بوينس آيرس |
| 1987        | ماسيدونيو فرنانديز والنظرية النقدية: تقييم               | Macedonio Fernández y la teoría crítica: una evaluación             | دار العمدة للنشر والتوزيع؛ بوينس آيرس |
| 1989        | الألغامُ الصّعبة                                           | Mina cruel                                                          | دار العمدة للنشر والتوزيع؛ بوينس آيرس |
| 1992        | المرأة الجميلة                                           | Tìmorous Women                                                      | دار تيميداس كامبس                     |
| 1993        | المرأة                                                   | Mean Woman                                                          | جامعة نبراسكا                         |
| 1993        | الخرافات النظرية: الحلم التربوي في خيال أمريكا اللاتينية | Theoretical Fables: The Pedagogical Dream in Latin-American Fiction | جامعة بنسلفانيا                       |
| 1995        | أحلام المهجور                                            | Sueños del seductor abandonado                                      | دار العمدة للنشر والتوزيع؛ بوينس آيرس |
| 1996        | أمهاتٌ مستأجرة                                            | Madres Alquiladas                                                   | دار العمدة للنشر والتوزيع؛ بوينس آيرس |
| 1997        | السينما                                                  | Cine Continuado                                                     | جامعة نورث ويسترن                     |
| 1998        | أحلامُ المُغفَّل المهجور                                     | Dreams of the Abandoned Seducer                                     | جامعة نبراسكا                         |
| 1999        | ضربات منخفضة                                             | Golpes bajos                                                        | دار العمدة للنشر والتوزيع؛ بوينس آيرس |
| 2000        | زوجان منفصلانِ                                            | La pareja desmontable                                               | جامعة بريس                            |
| 2002        | كلُّ ليلةٍ فيلمٌ                                             | All Night Movie                                                     | جامعة نورث ويسترن                     |
| 2000        | زوجةُ زوجي                                                | La mujer de mi marido                                               | دار العمدة للنشر والتوزيع؛ بوينس آيرس |
| 2003        | المدن المفقودة تذهبُ إلى الجنَّة                            | Las ciudades perdidas van al paraíso                                | دار العمدة للنشر والتوزيع؛ بوينس آيرس |
| 2007        | ضرباتٌ منخفضة                                             | Golpes bajos/Low Blows                                              | جامعة ويسكونسين                       |
| 2008        | خطوات تافهة                                              | Frívolas y pecadoras                                                |                                       |